# Yukos
Yukos (Russisch: ОАО НК ЮКОС; uitspraak: Joekos) was een Russisch olieconcern. Het concern werd opgericht door de later gearresteerde Michail Chodorkovski en zakenpartners. In 2006 werd het door de Russische rechtbank failliet verklaard.

## Oprichting en eerste jaren
Yukos was een van 's werelds grootste particuliere olieconcerns. Tijdens het grootschalig privatisering van voormalige staatsbedrijven in de eerste helft van de jaren 90, het "Leningen voor aandelen"-programma, werd het onder controversiële omstandigheden eigendom van Chodorkovski.
In april 2003 was Yukos in verregaande besprekingen met oliemaatschappij Sibneft over een fusie tot YukSib. Begin oktober werd de fusie aangekondigd, maar later die maand teruggedraaid nadat Chodorkovski werd gearresteerd. Yukos was in die periode ook in gesprek met ChevronTexaco. Het Amerikaanse olieconcern was bereid om een minderheidsbelang van 25% te nemen waarvoor het zo'n $4 miljard zou betalen. Deze transactie ging om dezelfde reden ook niet door.

## Verdenking van belastingontduiking
In oktober 2003 werd Chodorkovski gearresteerd op verdenking van belastingontduiking. Critici beweren dat Chodorkovski vooral werd gearresteerd omdat hij commentaar had op het politieke systeem in Rusland en op president Vladimir Poetin. Andere bronnen beweren dat hij ruzie had met de vrouw van Vladimir Poetin, Ljoedmila Poetina.
Kort na Chodorkovski's arrestatie werd 44% van de aandelen door de Russische staat bevroren, opdat ze niet meer verkocht konden worden. Dit belang was op dat moment het aandeel van Chodorkovski en zakenpartners in Yukos. Op 3 juli werd huiszoeking gedaan bij Yukos op verdenking van grootschalige belastingontduiking door het bedrijf.

## Gedwongen verkoop activiteiten
De belastingschuld werd getaxeerd op vele miljarden die Yukos niet direct kon betalen. Dochteronderneming Yukosneftegaz werd in 2004 per semi-openbare veiling verkocht voor $9,3 miljard. De opbrengst ging direct naar de staatskas als afbetaling van de belastingschuld. In 2003 nam Yukos ongeveer 20% van de energieproductie van Rusland voor zijn rekening, maar ondanks na de gedwongen verkoop van het kroonjuweel Yukosneftegas, waartoe de rechters op 19 december 2004 besloten vanwege de belastingschulden aan de Russische overheid, produceerde Yukos in 2006 nog steeds 600.000 vaten per dag en bezit het een grote raffinaderij.
Er werd van tevoren verwacht dat Gazprom, een maatschappij voor 38% in handen van de Russische overheid, Yukosneftegaz zou overnemen. Bij de veiling echter werd het onderdeel door de onbekende Baikalfinansgroep opgekocht, deze groep bleek achteraf onderdeel van Rosneft te zijn. Eerder was Rosneft akkoord gegaan met een fusie met Gazprom. In 2005 werd de fusie echter afgeblazen door Gazprom, nadat Yukos bij de rechtbank van Houston het faillissement had aangevraagd. Gazprom vreesde namelijk dat Yukos hierdoor onder de Amerikaanse wet kwam te vallen en deed daarom geen hoogste bod bij de veiling in december 2004. Doordat Rosneft echter via Baikalfinanzgroep een dergelijk groot en omstreden goed in handen had gekregen, werd het voor Gazprom technisch zeer moeilijk om zomaar een fusie aan te gaan met Rosneft en zag er daarom van af. De fusie was in eerste instantie opgezet om de 10,74% van de aandelen aan te kopen die Rosneft bezat van Gazprom. 
Op 31 maart 2006 is voor de Rechtbank van Moskou een procedure gestart of het bedrijf in aanmerking komt voor faillissement. Het faillissement werd aangevraagd door consortium van Westerse banken, nadat Yukos bijna de helft van een lening van 1 miljard dollar, die drie jaar eerder was aangegaan, schuldig bleef aan 13 Europese banken, waaronder Société Générale, Deutsche Bank, Citigroup en HSBC en Rosneft. De laatste stelde dat het voor vergoeding in aanmerking komt omdat de winsten van Yukosneftegas in het verleden kunstmatig hoog werden gehouden, onder meer doordat afroming en achterstallige belastingbetalingen achter werden gehouden in de jaarrekening.
Het management van Yukos stelde als gevolg van de faillissementsprocedure een nieuwe topman, Vasili Aleksanjan, die reeds lange tijd in het management van Yukos werkzaam was, aan om de belangen van Yukos te behartigen in samenspraak met de curator. Op 6 april 2006 werd Vasili Aleksanjan echter gearresteerd op verdenking van witwaspraktijken, hoewel er geen enkele aanklacht tegen hem werd ingebracht. Het lijkt er steeds meer op dat de beslissing politiek gemotiveerd is.

## Geschilbeslechting
Op 18 juli 2014 oordeelde het Permanent Hof van Arbitrage in Den Haag dat Rusland 50 miljard dollar aan de aandeelhouders van Yukos moet betalen. Het Hof oordeelde ook negatief over de opstelling in 2007 te Moskou van de accountant Pwc. Op 12 november werd hoger beroep aangetekend. Op 16 januari 2015 leek het erop dat Rusland niet zou gaan betalen. Op 28 januari volgde een beroep bij de Haagse rechtbank. In beroep heeft de rechtbank in Den Haag een reeks beslissingen van het Permanente Hof van Arbitrage vernietigd omdat het hof niet bevoegd was in deze zaken. De veroordeling door het hof was op basis van het Verdrag inzake het Energiehandvest (ECT). De rechtbank wees erop dat Rusland dat verdrag weliswaar heeft ondertekend, maar niet heeft geratificeerd. De aandeelhouders kondigden direct na deze uitspraak in april 2016 aan in beroep te gaan bij het gerechtshof in Den Haag. Rusland was zeer tevreden met het oordeel van de Haagse rechter en gaf in een verklaring te kennen het een verstandig oordeel te vinden.
In januari 2019 werd bekend dat de Hoge Raad heeft besloten dat het faillissementsvonnis in Nederland niet wordt erkend. De Hoge Raad is van mening dat de Russische autoriteiten doelbewust op het faillissement hebben aangestuurd en daarbij zijn fundamentele rechtsbeginselen geschonden. De curator was dus niet bevoegd om de aandelen in Yukos Finance aan Promneftstroy over te dragen. Promneftstroy is om die reden geen rechthebbende op die aandelen geworden. Promneftstroy is een Russische onderneming van de Amerikaanse durfinvesteerder Richard Deitz. De US$ 800 miljoen aan kapitaal van Yukos Finance was achter een beschermingsconstructie met een Nederlandse stichting geplaatst. Promneftstroy en Deitz moesten in Nederland bewijzen dat het faillissement van Yukos rechtmatig was, om zo bij hun geld te kunnen komen, en dit is dus mislukt.
In februari 2020 heeft het gerechtshof in Den Haag opnieuw uitspraak gedaan, Rusland moet de aandeelhouders van Yukos alsnog een schadevergoeding betalen van US$ 50 miljard. De uitspraak is een herstel van het eerder vonnis van het Permanente Hof van Arbitrage. Rusland besloot de zaak voor de Hoge Raad te brengen met als doel dat de uitspraak van het gerechtshof wordt vernietigd. De Hoge Raad is de laatste juridische stap. Rusland heeft in een ‘voorprocedure’ de Hoge Raad verzocht om de tenuitvoerlegging van de arbitrale vonnissen te schorsen. In december 2020 wees de Hoge Raad  het schorsingsverzoek af omdat de argumenten die door Rusland zijn aangedragen maar een kleine kans hebben om succesvol te zijn. Op 23 april 2021 concludeerde de advocaat-generaal tot verwerping van de cassatie.
Op 5 november 2021 deed de Hoge Raad uitspraak. De zaak werd verwezen naar het Amsterdamse Hof. De Hoge Raad heeft de Russische Federatie op één onderdeel in het gelijk gesteld. Het Amsterdamse Hof moet het bedrog van de aandeelhouders opnieuw onderzoeken.
Het gerechtshof te Amsterdam oordeelde op 20 februari 2024 dat Rusland de aandeelhouders daadwerkelijk 50 miljard dollar moet betalen.

## Naslagwerk
- (en)  Martin Sixsmith Putin's oil - The Yukos Affair and the Struggle for Russia. Uitgever: Continuum International Publishing Group, New York/London (2010) ISBN 9781441199683